# Оперізуючий герпес
Опері́зуючий ге́рпес (оперізувальний герпес) або герпес зостер (застаріле — оперізуючий лишай, грец. έρπητα ζωστήρα, англ. shingles) — спорадичне вірусне захворювання, яке спричинює герпесвірус людини 3 типу (ГВЛ-3 — вірус вітряної віспи та оперізуючого герпесу, (лат. virus varicella zoster, VZV). Характеризується запаленням задніх корінців спинного мозку, міжхребцевих гангліїв, черепних нервів, гангліїв автономної нервової системи, а також проявами загальної інтоксикації і везикулярно-пухирної екзантеми за ходом залучених у процес чутливих нервів.
ГВЛ-3 потрапляє до організму людини, як правило, в дитячому або підлітковому віці, спричиняючи первинну форму ураження вітряну віспу. Вірус на все життя залишається після цього у нервовій системі, а у старшому віці (після 50 років) внаслідок інволюції імунітету, у будь-якому віці при розвитку значного імунодефіциту різного походження (СНІД, рентгенівське опромінення тощо) може розвинутися пізня форма ураження — оперізуючий герпес. Він з'являється у 10-20 % людей, які перенесли вітряну віспу раніше.
Не слід плутати оперізуючий герпес з простим герпесом (herpes simplex).

## Історичні відомості
Оперізуючий герпес був відомий ще в античні часи, проте його розглядали як самостійне захворювання. У 1831 році англійський лікар Річард Брайт припустив, що оперізувальний герпес розвивається внаслідок ураження дорзальних нервових гангліїв. Припущення про зв'язок вітряної віспи із захворюваннями на оперізувальний герпес зробив вперше у 1888 році австро-угорський лікар Й. фон Бокай, який спостерігав захворювання вітряною віспою дітей після контакту з хворими на оперізуючий герпес. У 1943 році німецький лікар і біолог Г. Руска виявив при електронній мікроскопії вмісту везикул вітряної віспи та пухирів оперізувального герпесу тотожні ультраструктурні вірусні частки. У 1952 році американський вірусолог, лауреат Нобелівської премії Томас Гакл Веллер вперше виділив збудника на клітинних культурах від пацієнтів з обома клінічними формами інфекції.
Актуальність проблеми оперізувального герпесу на сучасному етапі зумовлена зростанням кількості пацієнтів за рахунок старіння населення і збільшення кількості осіб із клітинною імуносупресією. Частота захворювання серед осіб віком 60—80 років коливається від 5 до 10 на 1 000 осіб, а в загальній популяції цей показник становить 1,3-4,8 на 1 000 осіб. У 30 % хворих на оперізувальний герпес виникають ускладнення, у 20 % — тривала симптомна постоперізувальна невралгія.

## Етіологія
Детальніші відомості з цієї теми ви можете знайти в статті Вітряна віспа.

## Епідеміологічні особливості
Ослаблення вірусоспецифічного клітинно-опосередкованого імунітету, яке спостерігають в результаті старіння або під час розвитку захворювань, що спричинює імуносупресію, у разі використання імуносупресивних лікарських речовин підвищує ризик розвитку оперізувального герпесу. Тому хворіють здебільшого особи похилого і старечого віку, які у молодому віці перенесли вітряну віспу. Поштовхом для виникнення оперізувального герпесу в такому випадку може бути й контакт з хворим на вітряну віспу. Значно вищими є показники захворюваності на оперізувальний герпес серед осіб з імунодефіцитними станами, в першу чергу з ВІЛ-інфекцією. Є думка, що герпетична вірусна інфекція виступає як кофактор ВІЛ-інфекції, оскільки збільшує чутливість до ВІЛ серонегативних осіб.
Хворі на оперізувальний герпес є джерелами інфекції, особливо при локалізації уражень на відкритих частинах тіла. У везікулах міститься багато вірусу, що при тісному контакті може аерогенно в разі розриву пухирця передаватися дітям, що не хворіли на вітряну віспу, спричинюючи в них зараження.

Схема патогенезу оперізуючого герпесу:
1. початкове плямисте ураження; 2. пухирці; 3. пухирці з мутним вмістом, що надриваються; 4. кірки; 5. постгерпетична невралгія;
а) поверхня шкіри; в) нервове волокно; с) активований вірус; d) вірус, що знаходиться в латенції;

## Патогенез
Після вітряної віспи вірус тривалий час перебуває в неактивному стані у нейронах, рідше в міосателітних ненейронних клітинах корінців дорзального ганглія, черепних нервів або в нейронах вегетативної нервової системи. Реактивація латентного вірусу призводить до появи локалізованих шкірних висипів, які й називають оперізувальним герпесом. Характерно, що при активізації інфекції, яка виникає при ослабленні імунної системи, у процес може залучатися не тільки шкіра, але і центральна нервова система (ЦНС) та внутрішні органи. Після оперізувального герпесу формується стійкий нестерильний імунітет. Повторні випадки оперізуючого герпесу виникають у хворих на СНІД через глибоку деградацію імунітету. У період висипань можливий розвиток болючого гангліоніту, ця невралгія може зберігатися тривалий час після зникнення висипань.

## Клінічні прояви

### Класифікація
У МКХ-10 вирізняють в класі «Деякі інфекційні та паразитарні хвороби», у блоці «Вірусні інфекції, які характеризуються ураженнями шкіри та слизових оболонок» «Оперізувальний герпес [herpes zoster]» (В02), в якому додатково виділяють:
оперізувальний герпес з енцефалітом (В02.0);
оперізувальний герпес із менінгітом (В02.1);
оперізувальний герпес з іншими ускладненнями з боку нервової системи (В02.2);
оперізувальний герпес з очними ускладненнями (В02.3);
дисемінований оперізувальний герпес (В02.7);
оперізувальний герпес з іншими ускладненнями (В02.8);
оперізувальний герпес без ускладнень (В02.9).
Залежно від ураження того чи іншого ганглію клінічно також виділяють гангліошкірний, вушний, очний, гангренозний (некротичний) оперізувальний герпес, з ураженням вегетативних гангліїв.

### Гангліошкірній оперізувальний герпес
Є найчастішою формою ураження. Починається гостро, за декілька днів до появи висипу хворі відзначають швидку втомлюваність, головний біль, свербіння, гіперестезію або парестезію, різкий пекучий біль у місці майбутніх висипань. Далі підвищується температура тіла і з'являється еритема. На її поверхні виникає група папул, які перетворюються у везикули й, в подальшому, в пухирі, що зливаються між собою.
| День 1 | День 2 | День 5 | День 6 |
| ------ | ------ | ------ | ------ |
|        |        |        |        |

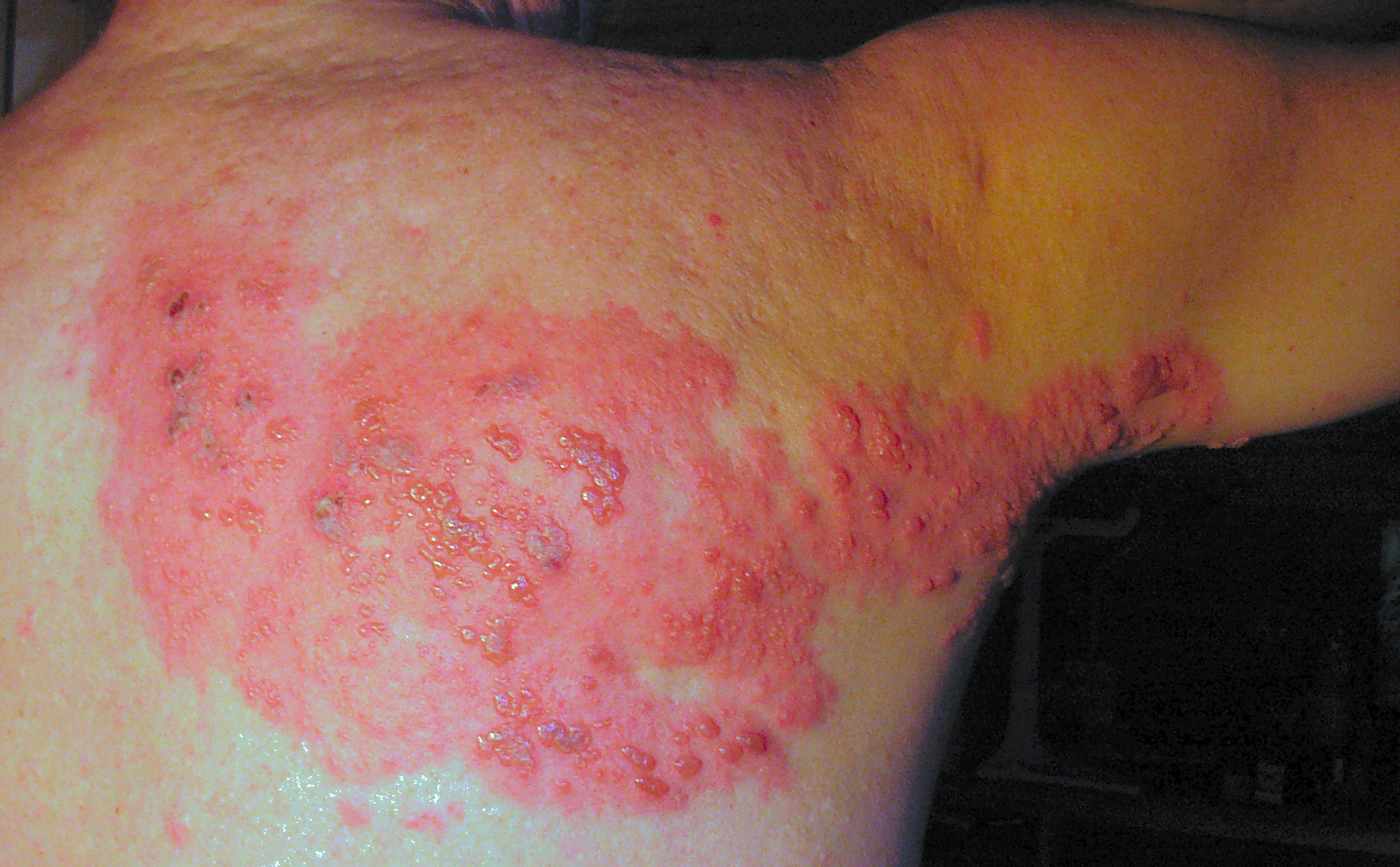
Оперізуючий герпес на спині.

Висипання, як правило, однобічне. Двобічні висипання підозрілі на наявність простого герпесу. Вміст пухирів може мутніти внаслідок випадіння фібрину, потрапляння піогенної флори, й тоді вони перетворюються на пустули. Процес завершується утворенням кірочок, після відпадання яких залишаються рубчики. З появою висипань біль по ходу нервів посилюється, іноді стає нестерпним і може утримуватися місяцями після зникнення елементів.
За локалізацією патологічного процесу розрізняють спінальний та черепно-мозковий оперізувальний герпес, серед спінального — шийний, грудний чи попереково-крижовий. При грудному розташуванні поряд із загальноінфекційними симптомами спостерігаються висип і сильний біль по ходу міжреберних нервів, який може імітувати ІХС. При шийному розташуванні герпетичні висипання з'являються на голові. При нижньошийній і верхньогрудній локалізації спостерігається симптом Стейнброккера: пекучий біль у кисті, який поширюється на всю уражену кінцівку та супроводжується набряком і трофічними змінами. При поперековій локалізації висип локалізується на шкірі поперекової ділянки, сідниць і нижніх кінцівок.

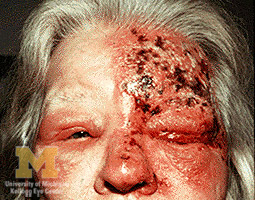
Оперізуючий герпес з ураженням трійчастого нерва і розвитком увеїту і кератиту.

У випадку черепно-мозкових гангліонітів патологічний процес може локалізуватись у вузлі трійчастого нерва (оперізувальний герпес з очними ускладненнями) або колінчатому вузлі (вушний).

### Оперізувальний герпес з енцефалітом чи менінгітом
Зустрічається відносно рідко, характеризується тяжким перебігом і високою летальністю. Розпочинається з гангліошкірних проявів із наступним приєднанням симптомів менінгоенцефаліта (атаксія, галюцинації, геміплегія, менінгеальні симптоми, кома). Усі вищенаведені локалізації можуть супроводжуватися ураженням вегетативних гангліїв із розвитком інших ускладнень як із боку нервової системи, так й інших (вазомоторні розлади, синдром Горнера, затримка сечовиділення, порушення випорожнень).

### Інші форми оперізувального герпесу
При тяжкому перебігу хвороби пухирі наповнюються геморагічним вмістом, а згодом розвивається глибокий некроз шкіри і утворюються рубці з пігментацією (гангренозний або некротичний оперізувальний герпес). Це частіше спостерігаються в осіб, які тривалий час отримували ГКС, рентгенотерапію, мають імунодефіцитний стан. Для дисемінованого оперізувального герпесу характерний початок як при звичайному ураженні по ходу певного нерву та ганглію з подальшим поширенням процесу (в тому числі висипань) по всьому тілу.
Трапляється оперізуючий герпес без висипу, але з больовим синдромом. Одним із провідних симптомів захворювання є неврологічні розлади, як правило, у вигляді больового синдрому. Найчастіше він виникає за 1—2 дні до появи шкірних висипань. Біль зазвичай носить інтенсивний пекучий характер, зона його поширення відповідає корінцям ураженого ганглію. Больовий синдром посилюється вночі та через різні подразнення, часто супроводжується вегето-судинною дистонією за гіпертонічним типом.

## Ускладнення
Ускладнення оперізувального герпесу:
- постгерпетична невралгія (гангліоніт), що існує після регресу висипу більше ніж у 50 % нелікованих пацієнтів, є головним ускладненням у старшому віці.
- кровотеча,
- гангрена,
- менінгоенцефаліт,
- порушення мозкового кровообігу,
- втрата зору,
- розвиток глаукоми,
- синдром Рамсея-Ганта (поєднання вушного оперізуючого герпесу із порушенням слуху, ністагмом, паралічем лицевого нерву, змінами смакових відчуттів),
- парези та інші.

## Діагностика
Зазвичай ґрунтується на сукупності анамнестичних, клінічних (характерні везикульозно-пухиреві висипання — за ходом нервових волокон із вираженим больовим синдромом), прояви загальної інтоксикації, гіпертермія, можливе ураження внутрішніх органів (печінки, нирок, мозку) частіше у імуноскомпроментованих осіб. Діагностика оперізувального герпесу при типових проявах нескладна. Значні труднощі виникають при генералізації процесу, ураженні ЦНС тощо.
У загальному аналізі крові часом визначають незначну лейкопенію з лімфомоноцитозом. При тяжкому перебігу спостерігають тромбоцитопенію, іноді анемію. При менінгеальному синдромі характерне підвищення лікворного тиску та лімфоцитарний цитоз.

### Специфічна діагностика
Найбільш специфічними та достовірними є мікроскопія вмісту пухирів (тільця Арагао), імуноферментний аналіз (ІФА), полімеразна ланцюгова реакція (ПЛР), культуральний метод, хоча клінічні ознаки є ледь не патогномонічними, тому діагноз ставлять клінічно.

## Лікування

### Етіотропна терапія
При оперізувальному герпесі обов'язково використовують ацикловір, валацикловір або фамцикловір. Раннє застосування цих ліків не пізніше, ніж через 72 години від початку хвороби, зменшує гострий біль, тривалість існування елементів на шкірі, сприяє згасанню висипу, запобігає дисемінації вірусу в інші частини тіла, розвитку постгерпетичної невралгії, а також поліпшує якість життя хворих. Ацикловір застосовують внутрішньовенно (добову дозу 0,015-0,03 г/кг поділяють на 3 разові дози, їх вводять в 150 мл ізотонічного розчину NaCl) або призначають у таблетках по 0,8 г (для дорослих) 5 разів на добу. Рекомендують змащування місця ураження ацикловіровою маззю. Курс лікування становить 5 днів.

### Патогенетична терапія
У осіб старших 50 років при високому рівні загрози виникнення постгерпетичної невралгії можна коротким курсом застосовувати ГКС у помірних дозах обов'язково під прикриттям ацикловіру.
Для зняття больового синдрому при оперізуючому герпесі використовують анальгетики (при тяжкому болю іноді й наркотичні), блокади з лідокаїном, мазі, що містять капсаїцин, габапентин, амітриптилін.
Якщо приєдналась бактеріальна інфекція, показана антибіотикотерапія.

## Профілактика
Хворих на оперізуючий герпес необхідно ізолювати від дітей, які не хворіли на вітряну віспу. Специфічну профілактику проводять живими вакцинами з ослабленого вірусу вітряної віспи, що рекомендовані для імунізації дітей раннього віку. Ці ж вакцини в США рекомендують для осіб літнього віку з метою профілактики оперізувального герпесу та постгерпетичної невралгії. Станом на 2018 рік в Європі та Японії дозволена ад'юванатна рекомбінантна вакцина «Shingrix»